# Jürgen Grzimek
Jürgen Johannes Grzimek (* 20. März 1942 in Brauchitschdorf, Provinz Niederschlesien) ist ein deutscher Schriftsteller.
Er studierte Literaturwissenschaften, Soziologie und Politikwissenschaften und lebt in Frankfurt am Main.

## Werke (Auswahl)
- Die Erlebnisse und Gedanken des Menschen Nemsch (Bildergeschichte mit Texten), Melzer, Dreieich 1979, ISBN 3-8201-0048-2
- Die Geschichten von der kleinen grauen Wolke und vom Wind - und Molly Immerlieb (zwei Märchen mit Illustrationen), Hesse & Becker, Dreieich 1990, ISBN 3-8036-3017-7
- Püppchen Plastikrosa (Gedichte mit Illustrationen), Hesse und Becker, Dreiech 1991
- Über einige Schwierigkeiten lustvollen Lernens (Essay, Aphorismen, ein Gedicht) Hesse & Becker, Dreieich 1998, ISBN 3-8036-3017-8
- Die Dame im hellgrünen Seidenkleid (Erzählungen und (illustrierte) Glücksgeschichten), Hesse & Becker 2008, ISBN 978-3-00-026110-7

| Personendaten    | Personendaten                                 |
| ---------------- | --------------------------------------------- |
| NAME             | Grzimek, Jürgen                               |
| ALTERNATIVNAMEN  | Grzimek, Jürgen Johannes (vollständiger Name) |
| KURZBESCHREIBUNG | deutscher Schriftsteller                      |
| GEBURTSDATUM     | 20. März 1942                                 |
| GEBURTSORT       | Brauchitschdorf, Niederschlesien              |